# Nhân viên Hogwarts
Những nhân viên tại Hogwarts là những nhân vật hư cấu trong bộ truyện Harry Potter của nữ nhà văn J. K. Rowling. Họ là những giáo sư hoặc là các bảo vệ, nhân viên y tế... của Trường Phù thủy và Pháp sư Hogwarts, được nhắc đến và xuất hiện trong bộ truyện một cách không thường nhật hoặc có vai trò trong thời gian ngắn hạn.

## Giáo viên và nhân viên

### Rolanda Hooch
Giáo viên dạy kỹ thuật bay lượn, là trọng tài chính của các trận Quidditch.

### Cuthbert Binns
Giáo sư Cuthbert Binns dạy môn Lịch sử Pháp thuật. Ông là giáo viên ma duy nhất của trường. Cách giảng dạy của ông có vẻ rất chán vì chỉ nói và nói cho đến khi hết giờ, không quan tâm học sinh có ghi chép bài hay không. Trên thực tế, chỉ có Hermione Granger chăm chỉ mới có thể đủ sức lắng nghe ông giảng bài một cách chăm chú. Ông là một con ma hay quên, trong truyện có chi tiết là ông hay bỏ quên các bộ phận trên cơ thể mình ở nhà khi đi dạy.

### Phineas Nigellus Black
Là cụ của Sirius Black, từng là hiệu trưởng của trường Hogwarts. Severus Snape là Hiệu trưởng duy nhất sau ông thuộc nhà Slytherin đảm nhiệm chức vụ này. Ông có một bức chân dung ở nhà Black nối liền với trường Hogwarts tại văn phòng hiệu trưởng.

### Argus Filch
Là giám thị trường Hogwarts, thích được phạt học sinh, ghét học sinh vì chúng có thể thực hiện phép thuật (trong khi ông không thể). Bà Norris là con mèo của giám thị Filch. Trong Thần thoại Hy Lạp, Argus là người khổng lồ trăm mắt, chuyên làm nhiệm vụ trông chừng, canh gác. Cũng giống như Filch trong truyện Harry Potter, ông hầu như có thể nhìn thấy bất cứ điều gì, nghe thấy cả những cuộc trò chuyện trong góc tối lâu đài. "Filch" là từ lóng tiếng Anh chỉ hành động ăn cắp vặt, ngụ ý này cũng tương đồng với tính cách của Filch.
Argus Filch không có vợ nhưng ở một số tập ông được cho là có tình cảm với bà Pince, bà quản thư của trường. Tuy nhiên, ông tuyệt đối chung thủy với mèo Norris. Trong kỳ nghỉ lễ Giáng Sinh năm thứ 4 (có cuộc thi Tam Pháp Thuật), ông không chọn bạn nhảy mà nhảy cùng với con mèo của mình. Đồng thời, Norris là trợ thủ đắc lực của ông trong việc bắt học sinh phạm luật. Trong tập 2, Harry Potter và Phòng Chứa Bí Mật, Harry phát hiện ông là một Squib (á phù thủy, một người sinh ra trong một gia đình phù thủy nhưng lại không có, hoặc chỉ có một ít năng lực phù thủy) qua một lá thư của khóa Kwikspell (là khóa đào tạo á phù thủy thành những phù thủy bình thường) trong văn
phòng của ông khi Harry bị con mèo của ông bắt tại trận việc trét bùn vào hành lang.

### Firenze
Firenze là nhân mã đồng thời là giáo sư dạy môn Tiên tri vào năm học thứ năm của Harry Potter. Trước đó, ông đã cứu Harry khỏi sự tấn công của Voldemort (trong lốt Quirinus Quirrell) khi đang hút máu bạch kỳ mã (kỳ lân) trong khu rừng cấm và giải thích cặn kẽ cho Harry về bạch kỳ mã. Chính điều này đã làm cho những nhân mã khác trong khu Rừng Cấm không hài lòng.

### Filius Flitwick
Xuất hiện lần đầu tiên trong Harry Potter và hòn đá phù thủy, giữ cương vị là giáo sư dạy môn Bùa chú và là chủ nhiệm nhà Ravenclaw. Trong tập Harry Potter và bảo bối tử thần, giáo sư Flitwick đã cùng với các giáo sư khác và Hội Phượng Hoàng tham gia bảo vệ Hogwarts trước sự tấn công của Tử thần thực tử.

### Gilderoy Lockhart
Gilderoy Lockhart là một thầy giáo đẹp trai với mái tóc vàng dợn sóng cùng nụ cười sáng loáng "đẹp nhất 5 năm liền", xuất hiện lần đầu trong tập 2. Ông là một phù thủy không có tài cán gì, mà cứ hay khoác lác, viết rất nhiều sách kể về "thành tích" của ông mà thật ra là của "một lão phù thủy xấu xí, một ả phù thủy sứt môi,...". Những cuốn sách đó được ông chọn làm sách giáo khoa của trường Hogwarts. Ngoài ra, ông còn viết rất nhiều sách khác như dạy làm cỏ, lau kính,... Với vẻ ngoài đẹp trai cùng những bộ áo chùng sặc sỡ, ông có rất nhiều fan hâm mộ trong đó có Molly Weasley và Hermione Granger. Ông là giáo viên dạy môn Phòng chống Nghệ thuật Hắc ám năm thứ hai của Harry Potter. Ông cũng từng là học sinh nhà Ravenclaw khi còn theo học tại Hogwarts. Harry không ưa thầy Lockhart vì những câu hỏi ngớ ngẩn trong bài kiểm tra như: Màu thầy Gilderoy Lockhart thích nhất là màu gì? Tham vọng bí ẩn của thầy Gilderoy Lockhart là gì?,... Ngoài ra, ông thường kéo Harry vào những tấm ảnh kèm chữ ký hay những buổi ký tặng thư độc giả. Cuối năm học, Lockhart bị chính bùa lú của mình làm mất trí vì dùng cây đũa phép bị hỏng của Ron để âm mưu ám hại Harry và Ron Weasley khi tìm Phòng chứa bí mật. Sau này, khi đi thăm Arthur Weasley trong bệnh viện Thánh Mungo, Harry, Ron và Hermione đã gặp Lockhart đang chữa trị bệnh mất trí.

### Poppy Pomfrey
Y tá Poppy Pomfrey là một nhân viên tại bệnh viện của Trường Phù thủy và Pháp sư Hogwarts. Bà xuất hiện lần đầu tiên trong Harry Potter và hòn đá phù thủy. Trong loạt phim phỏng theo bộ truyện này, diễn viên Gemma Jones thủ vai y tá Poppy Pomfrey. Khác với truyện, trong phần đầu tiên của loạt phim không có vai diễn của bà mà phải đến phần hai, Harry Potter và phòng chứa bí mật, vai diễn của bà mới xuất hiện.

### Wilhelmina Grubbly-Plank
Grubbly-Plank là người dạy thay Rubeus Hagrid dưới vai trò là giáo sư môn Chăm sóc Sinh vật Huyền bí ở trường Hogwarts nhưng J. K. Rowling đã tặng cho nhân vật này một cái tên rất tinh tế. "Wilhelmina" có gốc tiếng Đức, nghĩa là "sẵn sàng bảo vệ", phù hợp với nhân vật chăm sóc những con vật huyền diệu. "Grubbly" nghe có vẻ giống như "Grubby", có nghĩa là "dơ bẩn". Đó cũng là cảm giác khi phải chăm sóc những con Bowtruckles (sinh vật canh giữ đũa phép) cả ngày. Còn "Plank" là một từ khác để chỉ tấm sàn gỗ phẳng, thẳng đơ, cũng giống như sự cứng nhắc nhàm chán mà cô thể hiện dưới vai trò là một giáo sư đại diện.

### Quirinus Quirrell
Giáo sư Quirinus Quirrell xuất hiện lần đầu tiên và cũng là lần duy nhất trong Harry Potter và hòn đá phù thủy, giữ cương vị là giáo sư môn Phòng chống Nghệ thuật Hắc ám của Trường Phù thủy và Pháp sư Hogwarts. Ông cũng từng giữ cương vị là giáo sư môn Muggle học trước đó. Trong loạt phim phỏng theo bộ truyện này, diễn viên Ian Hart thủ vai Giáo sư Quirinus Quirrell. Ông đã bị Voldemort dụ dỗ để có được thể xác và chết vào cuối tập 1 do sức mạnh bùa chú của mẹ Harry Potter.

### Minerva McGonagall

Diễn viên Maggie Smith trong vai Giáo sư Minerva McGonagall

Giáo sư Minerva McGonagall xuất hiện lần đầu tiên trong Harry Potter và hòn đá phù thủy, giữ cương vị là giáo sư môn Biến hình của Trường Phù thủy và Pháp sư Hogwarts và là chủ nhiệm nhà Gryffindor. Trong thần thoại La Mã, Minerva là tên tiếng La Mã của Athena - nữ thần của trí tuệ và công lý, phù hợp với những đặc điểm của vị giáo sư trường Hogwarts này. Còn họ McGonagall bắt nguồn từ họ của một nhà thơ dị biệt người Scotland đến từ Dundee và sống vào thế kỷ XIX tên là William Topaz McGonagall.
Giáo sư Minerva McGonagall sinh ngày 4 tháng 10 năm 1892 được miêu tả như một phụ nữ có vóc dáng cao lớn. Mái tóc của bà luôn được búi gọn phía sau, rất ít khi được xoã ra. Bà thường mặc một chiếc áo dài màu xanh ngọc, đội chiếc mũ nhọn đầu, rộng vành màu đen và đeo chiếc kính vuông. Khi ngủ, bà mặc chiếc áo dài kẻ sọc ca-rô và đeo lưới bao tóc. Bà đặc biệt yêu thích hoa văn ca-rô (tartan pattern), hoa văn truyền thống của dân Scotland. Giáo sư cũng là một trong số ít những người hóa thú chính thức của thế kỉ, có khả năng biến hình thành mèo mướp. Tính bà khá lạnh lùng, hiếm khi cười, luôn tỏ vẻ nghiêm nghị, rất công bằng, không bao giờ thiên vị học sinh của nhà mình và thiếu kiên nhẫn với những ai vi phạm luật. Bà cũng không sợ khi trừng phạt và trừ điểm học sinh của nhà mình, mặc cho hành động đó có thể ảnh hưởng đến việc giành Cúp Nhà của Gryffindor. Những học sinh Gryffindor đã từng ước rằng bà cũng làm giống như Severus Snape (Snape luôn thiên vị cho nhà Slytherin). Giáo sư McGonagall là Phó Hiệu trưởng của Trường Phù thủy và Pháp sư Hogwarts, cũng là thành viên của Hội Phượng hoàng và sau này là Hiệu trưởng lâm thời của Hogwarts. Bà bắt đầu giảng dạy môn Biến hình vào tháng 12 năm 1956. Bà đã từng làm hiệu trưởng trong hai lần, lần thứ nhất là sự vắng mặt của Hiệu trưởng Albus Dumbledore trong tập hai và lần thứ hai là sau cái chết của cụ trong tập sáu. Bà trở lại làm chủ nhiệm nhà Gryffindor sau khi Chúa tể Voldemort chỉ định giáo sư Severus Snape lên giữ chức Hiệu trưởng trường. Nhưng 19 năm sau, sau cái chết của Snape và Voldemort, bà được chính thức giữ chức Hiệu trưởng vào năm 2017. Tuy nhiên, tác giả Rowing nói rằng vào thời điểm năm 2017 thì bà đã không còn giữ cương vị ấy nữa. Với cương vị là một Phó Hiệu trưởng, giáo sư McGonagall là một trong những người đứng đầu trường Hogwarts và là người chủ trì buổi lễ phân loại học sinh tại trường. Harry Potter có ấn tượng đầu tiên về một vị giáo sư ra vẻ nghiêm nghị, dường như không một ai có thể qua mặt được bà. Xuyên suốt bộ truyện, bà là giáo sư dạy môn Biến hình, môn học mà bà cho là một nghệ thuật phức tạp nhưng rất tao nhã, không môn nào bằng. Tuy nhiên, bà cũng nổi tiếng là giáo viên luôn cho hàng đống bài tập về nhà và không có sự châm chước nào cho học sinh nhà Gryffindor.
Trong loạt phim phỏng theo bộ truyện này, diễn viên Maggie Smith thủ vai Giáo sư Minerva McGonagall. Thần hộ mệnh của giáo sư Minerva McGonagall là một con mèo mướp.
Vai trò
Giáo sư Minerva McGonagall được giới thiệu lần đầu tiên vào chương 1 của phần một, khi bà gặp giáo sư Albus Dumbledore tại số 4 đường Privet (nhà của dì dượng Harry Potter). Lúc ấy, bà đang ở trong hình dạng của một con mèo mướp đứng chờ trên bức tường gạch. Trong chương này, tính cách của bà được tóm tắt như sau: quan tâm, lo lắng (khi giáo sư Dumbledore tiết lộ rằng sẽ gửi Harry cho ở nhờ gia đình Dursley, họ hàng duy nhất của cậu bé), gắt gỏng, cộc cằn (khi bà phê bình một số người, bao gồm cả Rubeus Hagrid) và thông minh (trở thành Hóa thú sư là một điều rất khó, phải mất vài năm mới có thể làm chủ được phép thuật này). Là chủ nhiệm nhà Gryffindor, giáo sư McGonagall rất quan tâm đến sự thành công của đội Quidditch nhà mình cũng như là một cổ động viên của đội nhà. Khi thấy Harry Potter bay một cách điêu luyện trong lần học đầu tiên, bà đã giới thiệu cậu đến đội với vị trí là một Tầm thủ và phá luật cho cậu sở hữu một cây chổi riêng và tặng cho cậu chiếc chổi xịn nhất lúc đó Nimbus 2000 mặc dù trước đây học sinh năm thứ nhất không được chơi môn này.
Giáo sư McGonagall là một thành viên trong Hội Phượng hoàng, luôn ủng hộ giáo sư Albus Dumbledore. Bà đã cảnh báo Harry rằng đừng chọc tức Dolores Umbridge, nhân viên của Bộ Pháp thuật. Mặc dù vậy, bà và Dolores ghét nhau ra mặt vì Dolores luôn chiếm đoạt quyền quản lý trường của giáo sư Dumbledore và đôi khi là của bà. Việc chống đối này được thể hiện rõ ràng từ việc nhỏ như chỉ cho con yêu tinh Peeves cách nới lỏng chùm đèn để nó rơi xuống, tạo thêm rắc rối cho Dolores khắc phục, hay việc lớn như ngăn chặn việc bà ta và những đồng sự ép buộc đuổi Hagrid đi một cách bất công. Hậu quả của việc đó là bà phải lãnh bốn bùa Choáng (Stupefy), phải vào bệnh viện Thánh Mungo điều trị, khi ra vẫn phải dùng gậy chống mới có thể đi. Đến khi Dolores cố gắng rời khỏi trường một cách lén lút, Peeves đã mượn gậy của bà để đuổi theo đánh. Nghe giáo sư McGonagall nói rằng bà cũng sẽ làm thế nếu con yêu tinh không mượn cây gậy. Bà cư xử với các giáo viên khác khá thân thiện, ngoại trừ giáo sư môn Tiên tri Sybill Trelawney vì bà cho rằng đó là môn học không chính xác và thấp kém. Mặc dù vậy nhưng khi Dolores sa thải Trelawney, giáo sư McGonalgall đã an ủi Trelawney và giúp bà ấy đem đồ dùng trở về trường vì bà ghét Dolores hơn Trelawney. Tập 6, tuy cao tuổi và bị thương bởi bùa Choáng váng nhưng giáo sư McGonagall vẫn thể hiện một sức mạnh tuyệt vời. Bà vẫn đủ sức chiếc đấu với những Tử thần Thực tử trẻ hơn và nhanh nhẹn hơn. Trong tập sáu, bà tham gia chiến đấu và chỉ bị trầy xước da và rách áo choàng.
Tập cuối, trước cuộc chiến tại Hogwarts, giáo sư McGonagall đến phòng sinh hoạt chung của nhà Ravenclaw và phát hiện ra Alecto Carrow bị bất tỉnh, còn Amycus Carrow đang truy tìm Harry Potter. Harry và Luna Lovegood đang ẩn dưới áo choàng tàng hình nên cả bà cũng không biết. Khi Amycus định đổ lỗi cho học sinh về tình trạng của chị hắn, bà đã can thiệp, phản đối nhưng hắn lại đe dọa ngược lại. Cảm thấy nguy hiểm cho giáo sư nên Harry đã lộ diện, dùng lời nguyền Tra tấn và giúp bà đã nhanh chóng trói được hắn. Harry cảnh báo rằng Voldemort đang đến nên bà đã gọi thần hộ mệnh ra để đi thông báo cho các nhà. Trên đường đi gặp chủ nhiệm các nhà, bà đã gặp Severus Snape và bị hỏi rằng Harry Potter đang ở đâu. Do không biết rằng Snape theo lệnh của giáo sư Dumbledore đến nói cho Harry biết rằng cậu là Trường sinh linh giá cuối cùng, giáo sư McGonagall (với sự trợ giúp của giáo sư Filius Flitwick và Pomona Sprout) đã tấn công và thành công khi Snape trốn đi. Với sự giúp đỡ của học sinh 3 nhà và các thành viên tại trường (trừ nhà Slytherin và giám thị Argus Filch), bà đã yêu cầu họ tung ra bất kì câu thần chú hay bùa mê nào để ngăn chặn Voldemort xâm nhập trường, đảm bảo rằng Harry sẽ hoàn thành nhiệm vụ mà giáo sư Dumbledore giao cho. Bà dẫn đầu những học sinh cùng tuổi với Harry, hội Phượng hoàng, Đội quân Dumbledore chống lại Voldemort và đội quân của hắn. Bà sống sót sau trận chiến và tiếp tục cùng Horace Slughorn, Kingsley Shackebolt đấu với Voldemort. Bà đã cầm chân hắn thành công trước khi Harry xuất hiện và tiêu diệt hắn. Bà cũng là một trong những người dám gọi thẳng tên của Voldemort trong Harry Potter và Bảo bối Tử Thần.

### Horace Eugene Flaccus Slughorn
Giáo sư Horace Eugene Flaccus Slughorn (tên thường gọi Horace Slughorn) là một phù thủy "tròn quay, lùn xủn", "có bộ ria hải mã vĩ đại", ông có 1 câu cửa miệng là: Râu ria quỷ thần ơi.
Sở thích của giáo sư Slughorn là kẹo và mứt khóm dẻo. Ông cũng có biệt tài, theo như Dumbledore nhận xét, là chọn ra được những người mà sau này sẽ trở nên xuất chúng trong nhiều lĩnh vực. "Ông không bao giờ muốn tự mình lên ngôi, luôn khoái ngồi ghế sau hơn, rộng chỗ duỗi chân tay", Dumbledore đã nhận xét như vậy. Trước đây, Slughorn đã từng làm chủ nhiệm nhà Slytherin và sau khi Severus Snape rời khỏi Hogwarts ông lại một lần nữa đảm nhiệm chức vụ này. Khi được Dumbldore mời trở lại trường, và còn trước đó nữa, giáo sư Slughorn đã lập nên một câu lạc bộ những người được tuyển lựa rất kĩ càng, đôi khi là nhờ tài năng, sự duyên dáng, khéo léo hay tham vọng. Slughorn là một người thích có cảm giác mình là người luôn có ảnh hưởng lên những người nổi tiếng. Trong tập 6, ông đã mời Harry và Hermione tham gia câu lạc bộ Slug vì tài năng trong môn Độc dược. Giáo sư Slughorn còn là người rất thích những thứ quý hiếm. Trong tang lễ con nhện Agarog, ông đã gạ bác Hagrid tặng cho cuộn lông bạch kỳ mã và lấy được nọc khổng nhện. Slughorn là bạn của giáo sư Albus Dumbledore và đã từng là dạy môn độc dược tại Hogwarts cho nhiều người, trong đó có Lily Potter và Voldemort (coi hắn như một trong những học trò cưng của mình). Sau này Slughorn đã rất xấu hổ và tìm cách tránh né nhắc lại chuyện cũ, thậm chí là quyết liệt từ chối khi Dumbledore và Harry Potter tìm cách xin ông một ký ức liên quan đến Trường sinh linh giá, mà ông bị cho là kẻ hướng dẫn cho Voldemort cách tạo thứ ma thuật hắc ám này bằng cách tự thay đổi ký ức của mình.

### Pomona Sprout
Giáo sư Pomona Sprout giữ cương vị là giáo sư môn Thảo dược học và là chủ nhiệm nhà Hufflepuff của Trường Phù thủy và Pháp sư Hogwarts. Trong loạt phim phỏng theo bộ truyện này, diễn viên Miriam Margolyes thủ vai Giáo sư Pomona Sprout. Xuyên suốt bộ truyện, bà thể hiện mình là người rất có kiến thức về những thảo dược thần bí.
Vai trò
Giáo sư Sprout được giới thiệu ngay trong phần một, Harry Potter và hòn đá phù thủy, nhưng phải đến phần hai, Harry Potter và phòng chứa bí mật, mới có đoạn bà dạy cho học sinh về cây Mandrake (một loài cây phát ra tiếng kêu rất khó chịu và có thể chữa cho người khỏi hóa đá) trong giờ Thảo dược học. Bà làm cho cây Mandrake phát triển thật nhanh đến giai đoạn trưởng thành và cùng bà Pomfrey dùng nước của nó để chữa cho những học sinh bị con tử xà Basilisk làm cho hóa đá. Trong phần năm, Harry Potter và hội Phượng hoàng, giáo sư Sprout không ủng hộ câu chuyện của Harry về sự hồi sinh của Chúa tể Voldemort. Tuy nhiên, giống với những giáo viên khác của Hogwarts, bà rất ghét sự có mặt của Dolores Umbridge và luôn tìm cách chống lại bà ta. Như trong một lần, bà đã thưởng cho nhà Gryffindor những 20 điểm chỉ vì Harry đưa giúp cho bà cái bình tưới nước. Sau trận chiến tại Hogwarts trong phần sáu, Harry Potter và hoàng tử lai, bà cùng những đồng sự là các giáo sư Minerva McGonagall, Filius Flitwick, Rubeus Hagrid và Horace Slughorn bàn bạc về tương lai của Hogwarts. Bà đồng tình với ý kiến nên tiếp tục mở trường để dạy học, đúng theo ý nguyện của giáo sư Albus Dumbledore. Bà cũng cho rằng nên tổ chức tang lễ và an táng cụ ngay tại trường, không giống những hiệu trưởng trước đây. Giáo sư Sprout cũng tham gia vào trận chiến tại Hogwarts trong phần bảy, Harry Potter và bảo bối tử thần , góp phần đuổi Severus Snape ra khỏi trường cùng giáo sư McGonagall, Flitwick và Slughorn. Mười chín năm sau, Neville Longbottom thay bà làm giáo sư dạy môn Thảo dược học.

### Sybill Trelawney

Diễn viên Emma Thompson trong vai Sybill Trelawney

Giáo sư Sybill Patricia Trelawney xuất hiện lần đầu tiên trong Harry Potter và tên tù nhân ngục Azkaban, giữ cương vị là giáo sư môn Tiên tri ở Trường Phù thủy và Pháp sư Hogwarts. Tác giả J. K. Rowling đưa ra lời giải thích cho cách cô đặt tên nhân vật này: "Sybill là một từ đồng âm của ‘Sybil’, nữ tiên tri trong thời cổ đại. Biên tập viên người Mỹ của tôi muốn tôi sử dụng từ ‘Sybil’, nhưng tôi thích phiên bản ‘Sybill’ của mình hơn, bởi một mặt vẫn giữ được mối liên hệ trên, đồng thời cũng là một chuyển thể khác hợp thời hơn".
Trong loạt phim phỏng theo bộ truyện, diễn viên Emma Thompson thủ vai Giáo sư Sybill Trelawney. Sybill Trelawney không phải là nhân vật chính của bộ truyện, nhưng là người đã thắt cái nút buộc giữa số phận của Harry Potter và Chúa tể Hắc ám Voldemort. Giáo sư Sybill Trelawney thường mặc áo khoác, đeo khăn choàng và trên tay là những chiếc vòng tay hoa văn cầu kì. Cặp kính dày và to làm cho đôi mắt bà trông to ra gấp vài lần so với kích cỡ mắt bình thường. Giọng bà nhẹ nhàng, thanh tao nhưng luôn mơ hồ và khó hiểu. Giáo sư Trelawney là người chít của nhà nữ tiên tri tài hoa, nổi tiếng Cassandra Trelawney. Chính điều này đã giúp bà có được cuộc phỏng vấn với giáo sư Albus Dumbledore và đưa ra lời tiên tri định mệnh về Harry Potter và Voldemort. Vì sự an toàn của bà, giáo sư Dumbledore đã nhận bà vào giảng dạy tại Hogwarts.
Vai trò
Vào cuối tập, khi Harry hoàn thành bài thi môn Tiên Tri, bà đã có một lời tiên tri về sự trở lại của đầy tớ của chúa tể Voldemort giúp hắn phục hồi quyền lực. Và bà đã tiên đoán đúng, Peter Pettigrew đã trốn thoát và trở lại với chúa tể Hắc Ám. Theo giáo sư Dumbledore, đây là lời tiên đoán chính xác thứ hai của bà.
Lời tiên tri chính xác
| “ | Kẻ có quyền năng đánh bại Chúa tể Hắc ám đang xuất hiện... con của những người đã ba lần thách thức hắn, sinh ra khi tháng thứ bảy tàn đi... và Chúa tể Hắc ám sẽ khiến kẻ ấy là đối thủ ngang cơ, nhưng kẻ ấy lại có những quyền phép mà Chúa tể Hắc ám không biết được... và hai người ấy, kẻ này sẽ chết trong tay kẻ kia, bởi vì người này không thể sống khi kẻ kia tồn tại... | ” |

### Septima Vector
Là giáo sư dạy môn Pháp Số học (Arithmancy) tại trường Hogwarts. Đây là môn học "khó nhai nhất" - theo lời Hermione Granger.

## Ma

### Nam tước đẫm máu
Nam tước đẫm máu (The Bloody Baron) là một phù thủy học tại trường Hogwarts cuối thế kỷ X - đầu thế kỷ XI, được xếp vào nhà Slytherin. Ông đã thầm thương Helena Ravenclaw, nhưng nàng không yêu ông. Nghe theo lời Rowena Ravenclaw, ông đến Albania để tìm Helena, nhưng nàng từ chối lời đề nghị quay trở về cùng ông. Trong cơn giận dữ, ông đã giết chết nàng. Đến khi ông nhận ra những gì mình làm, do quá hối hận ông đã tự sát. Kể từ đó, ông trở thành một trong những con ma ám trường Hogwarts. Cũng từ lúc ấy, người ông được phủ bởi lớp máu của Helena, tự đặt cho mình cái tên "Nam tước đẫm máu"

### Myrtle Elizabeth Warren - Myrtle Khóc nhè
Ma Myrtle Khóc nhè (tiếng Anh: Moaning Myrtle) là một nhân vật hư cấu trong bộ truyện Harry Potter của nhà văn J. K. Rowling. Sau khi qua đời, cô cư ngụ trong nhà vệ sinh nữ ở tầng hai của trường Hogwarts. Myrtle đặt biệt danh là "con ma khóc nhè" vì cô luôn luôn khóc lóc, kêu ca, than vãn và phàn nàn về cái chết của mình. Trong loạt phim phỏng theo bộ truyện này, diễn viên Shirley Henderson (đã 40 tuổi) thủ vai Ma Myrtle Khóc nhè.
Myrtle (mất ngày 13 tháng 6 năm 1943) là một nữ phù thủy gốc Muggle, thuộc nhà Ravenclaw. Cô được miêu tả có mái tóc đen rũ rượi, mang một cặp kính cận đính ngọc trai che đậy đôi mắt buồn. Không may cô chính là nạn nhân của con tử xà 50 năm trước. Kẻ sát hại cô không ai khác chính là Tom Riddle (tên thời đi học của vị chúa tể hắc ám Voldemort). Trong thời gian học tại Hogwarts, Myrtle thường xuyên bị trêu chọc, bắt nạt nên cô thường rất chán nản, buồn bã nên hay đến nhà vệ sinh nữ ở tầng hai để khóc thầm. Trong một lần bị trêu chọc vì cặp kính cận, cô đã làm như thường lệ, chạy vào nhà vệ sinh nữ để khóc, cởi kính ra, nhìn vào gương để xem bỏ kính ra trông mình có xinh hơn không. Bỗng nhiên cô nghe thấy tiếng nói bằng một ngôn ngữ lạ (có thể là Tom Riddle nói bằng Xà ngữ để điều khiển con Tử Xà). Nghĩ rằng đó là một đứa con trai, Myrtle mở cửa ra để bảo cậu ta ra ngoài. Chẳng ngờ, khi mở cửa ra, Myrtle đã bị ánh mắt của Tử Xà giết chết. Tom Marvolo Riddle dùng cái chết của cô để tạo nên Trường sinh linh giá đầu tiên là quyển nhật ký. Không giống những con ma khác trong trường Hogwarts, cô rất khó gần, thường xuyên trong tâm trạng buồn bã, tuyệt vọng và thường dùng phần lớn thời gian để "suy nghĩ về cái chết". Đa số những sự cố về hệ thống ống nước trong nhà vệ sinh đều do cô gây ra để trút bỏ nỗi bực tức. Vì vậy khu nhà vệ sinh nữ, chỗ Myrtle Khóc nhè ở có rất ít người qua lại. Khi cô Minerva McGonagall kể cho Ron, Harry và Hermione nghe về "Căn phòng bí mật", họ đã nghi ngờ đến Draco Malfoy và dùng nơi ít người qua lại này làm chỗ bào chế thuốc Đa dịch.
Vai trò
Nhóm Harry Potter gặp Myrtle lần đầu khi dự buổi tiệc tử nhật của ma Nick-suýt-mất-đầu. Trước đó Hermione Granger đã nghe danh Myrtle về tính khó chịu buồn bã nên khi bàn với Harry bị yêu tinh Peeves mách Myrtle làm Myrtle giận đuổi cả đám. Sau đó nhóm Harry lấy căn buồng cầu tiêu hư của Myrtle làm nơi bàn bạc về chế thuốc Đa dịch. Cuối cùng, Harry nhận ra được Myrtle chính là cô nữ sinh bị giết hại 50 năm về trước, nhờ những lời kể của Myrtle, Harry tìm được lối vào Phòng chứa bí mật. Trong bài thi Tam pháp thuật thứ hai, Harry Potter gặp vấn đề với cái trứng rồng lấy được từ bài thi đầu tiên. Cedric Diggory đã chỉ cho Harry vào phòng tắm của Huynh trưởng để tìm bí mật nhưng Harry không biết cách tìm được bí mật. Nhờ Myrtle đã ngắm trộm Cedric bữa trước nên cô đã chỉ Harry ngâm quả trứng dưới nước, nhờ vậy Harry biết được nội dung bài thi thứ hai. Khi thực hiện bài thi thứ Hai, Harry bị vấn đề về tìm phương hướng khi dưới nước. Thật may mắn khi Myrtle xuất hiện chỉ đường giúp Harry và Harry đã có cảm tình tốt với Myrtle.

### Bà Xám
Bà Xám hay ma Quý bà U Ám (tiếng Anh: The Grey Lady), là con ma của nhà Ravenclaw. Trong phim, vai ma Quý bà U ám do diễn viên Nina Young đóng. Quý bà U ám khi còn sống có tên là Helena Ravenclaw, con gái của Rowena Ravenclaw - một trong những nhà sáng lập trường Hogwarts. Cô được miêu tả với dáng người cao, tóc dài, trang phục sang trọng và quý phái. Là một người phụ nữ trẻ có trí tuệ, đầy tài năng và lãng mạn nhưng cô vẫn luôn ghen tị với trí tuệ của mẹ mình và chưa bao giờ tìm được tình yêu thật sự vì chưa bao giờ tìm được một người đàn ông với chuẩn mực cao hơn cô. Cô bị ma Nam tước Đẫm máu giết chết.
Vai trò
Trong phần một, sự xuất hiện của cô rất vắn tắt. Con ma đi ngược chiều khi mà Harry Potter và Ron Weasley nhìn thấy trên đường đến Tấm gương ảo ảnh, khi bộ ba đang ở hành lang thì thấy Ma Nick Suýt Mất đầu đang nói chuyện với một con ma khác, cũng như khi bộ ba đến gặp giáo sư Minerva McGonagall thì thấy một con ma ngồi trên bàn, đó có thể chính là cô. Cũng như thế, trong phần sáu, cô chỉ xuất hiện thoáng ngang qua giữa Harry và Rubeus Hagrid khi họ đang nói về cuộc trò chuyện giữa hai giáo sư Albus Dumbledore và Severus Snape. Sang phần bảy, phần cuối cùng, cô đã tiết lộ tiểu sử của mình cho Harry biết. Đồng thời, cô cũng cung cấp thông tin rằng chính cô là người lấy trộm chiếc vương miện trí tuệ từ mẹ với mơ ước được thông minh hơn, sau đó giấu nó trong một bụi cây liễu ở Albania. Nguyện vọng cuối cùng của Rowena Ravenclaw trước khi mất là được nhìn thấy con gái lần cuối, bỏ qua cho sự phản bội của cô, vì thế Nam tước Đẫm máu đã đi tìm cô, hứa sẽ không về cho đến khi đưa cô về. Tuy nhiên, cô đã từ chối đi theo anh ta và trong một phút nóng giận, Nam tước Đẫm máu đã giết cô bằng một nhát đâm giữa ngực. Nhưng sau đó hối hận về hành động của mình, anh ta cũng tự sát theo. Chiếc vương miện vẫn còn ở nơi cất giấu cũ cho đến khi Tom Marvolo Riddle đã bỏ bùa cô để khai thác câu chuyện với mục đích tìm kiếm chiếc vương miện đó. Lúc bấy giờ cô đã là ma Quý bà U ám.

## Nhà sáng lập
Trong bộ truyện Harry Potter của nữ nhà văn Anh Quốc J. K. Rowling, bốn nhà sáng lập của Trường Hogwarts dành cho phù thủy và pháp sư, một ngôi trường phép thuật nơi Harry Potter theo học, mang tên Godric Gryffindor, Helga Hufflepuff, Rowena Ravenclaw và Salazar Slytherin. Mỗi người đều lập ra một nhà mang tên mình (xem Các nhà trong Hogwarts), mỗi nhà đặc trưng cho tính cách của mỗi người sáng lập. Trong truyện, thông tin về những nhà sáng lập này được tiết lộ từ một trong những di vật của họ, Chiếc nón phân loại (một đồ vật được làm phép để mang trong nó bản thân của các nhà sáng lập nhằm phân loại học sinh). Những điều sau được biết chung về các nhà sáng lập:
- Họ được xem là những phù thủy giỏi nhất của thời mình.
- Trong cộng đồng phù thủy, họ trở thành những huyền thoại.
- Những di vật còn lại của họ có giá rất cao – đó là cả một vinh dự sâu sắc cho những ai sở hữu chúng.

Ngoài ra, chỉ có Slytherin là được miêu tả chi tiết nhất, phần lớn do vai trò của nhân vật này trong tập Harry Potter and the Chamber of Secrests (Harry Potter và phòng chứa bí mật). Giáo sư Cuthbert Binns (dạy môn Lịch sử phép thuật) đã đưa ra lời bình luận nhắc đến sự sáng lập của trường Hogwarts: "Những nhà sáng tạo đã cùng nhau xây dựng nên ngôi trường, tránh xa khỏi đôi mắt tò mò của Muggle, vì đó là thời kì mà phép thuật gây nên sự sợ hãi ở những người bình thường, phù thủy và pháp sư phải chịu đựng rất nhiều sự ngược đãi."

### Godric Gryffindor

Godric Gryffindor xuất thân từ một khu hoang dã, đầy bão táp của vùng đất có cây thạch nam. Những đồng hoang đó được tìm thấy ở miền nông thôn phía Tây, trung tâm xứ Wales, phía Bắc nước Anh và ở Scotland. Gryffindor được kể là người có lòng dũng cảm đáng ca ngợi, ý chí và sức mạnh của con tim trên tất cả các phẩm chất khác. Thật sự ông đã chọn lựa những học sinh vào nhà mình dựa trên sự liều lĩnh và lòng can đảm của chúng, theo lời của Chiếc nón phân loại. Ông dường như cũng nghiêng về việc cho phép học sinh Muggle vào học ở trường, (điều này dựa trên mối bất hòa của ông với Salazar Slytherin). Di vật duy nhất được biết đến của ông là Chiếc nón phân loại và thanh kiếm bạc Harry đã dùng để giết con Tử xà Basilisk, cả hai thứ đều hiện được giữ ở văn phòng hiệu trưởng. Lúc đầu ông là người bạn thân của Salazar Slytherin. Gryffindor đạt danh hiệu "Phù thủy của tháng" vào tháng 7 năm 2007 trên trang web của J. K. Rowling, và được ghi nhận như sau: "Là một trong bốn nhà sáng lập nổi tiếng của trường Hogwarts dành cho phù thủy và pháp sư, Godric Gryffindor đã là người đấu tay đôi thành công nhất vào thời của mình, người chiến đấu chống lại sự phân biệt đối xử với người Muggle và là người sở hữu Chiếc nón phân loại lừng danh."
Tên Godric trong tiếng Anglo-Saxon mang nhiều nghĩa, bao gồm nghĩa "Người thống trị cùng Chúa" hoặc "Người thống trị tài ba". Ba ký tự cuối cùng của từ "Gryffindor" – "d’or", trong tiếng Pháp nghĩa là "vàng", cũng là một trong những màu sắc của tòa nhà. Còn "Griffin" là loài quái vật nửa sư tử nửa đại bàng trong thần thoại. Gryffindor là nhà do ông sáng lập có biểu tượng là một con sư tử vàng trên nền đỏ. Khi J. K. Rowling được hỏi có sự liên hệ nào không giữa Godric Gryffindor và Thung lũng Godric (Godric's Hollow), nơi sống của cha mẹ Harry Potter, bà trả lời: "Rất tốt, bạn thật sự rất giỏi. Tôi ấn tượng đấy".

### Helga Hufflepuff

Helga Hufflepuff đến từ một thung lũng rộng lớn. Bà trân trọng lòng trung thành, sự chân thật, sự công bằng và chăm chỉ lao động. Những học sinh của nhà Hufflepuff thường biểu hiện ít nhất một trong những phẩm chất trên ở nhiều mức độ. Cedric Diggory, một thí sinh Tam pháp thuật đã qua đời, là một trong những người có đầy đủ 4 phẩm chất. Những nhà khác đôi khi hơi thô lỗ với nhà Hufflepuff và thường cho là các học sinh nhà này nhút nhát. Bà được Chiếc nón phân loại gọi là "Bà Hufflepuff tốt bụng". Bà có lẽ không đặt ra những tiêu chuẩn đặc biệt nghiêm khắc nào cho việc phân loại vào nhà mình mặc dù trong Harry Potter và chiếc cốc lửa có nói rằng bà đã được xem là "người lao động chăm chỉ xứng đáng nhất cho ngôi trường", bà còn được nói là người nhận "những học sinh còn lại" trong số tất cả học sinh sau khi 3 người bạn của bà đã chọn lựa, và được Chiếc nón phân loại trích lời: "Tôi sẽ dạy các học sinh còn lại và đối xử mọi người như nhau". Điều này làm bà tách biệt ra khỏi các nhà sáng lập còn lại, một người theo chủ nghĩa quân bình. Hufflepuff đạt danh hiệu "Phù thủy của tháng" vào tháng 5 năm 2007 trên trang web của J. K. Rowling, và được ghi nhận như sau: "Là một trong bốn nhà sáng lập lừng danh của trường Hogwarts, Hufflepuff đặc biệt nổi tiếng vì tài khéo léo của mình trong phép thuật liên quan đến đồ ăn. Rất nhiều công thức truyền thống ở các bữa tiệc của trường Hogwarts là do Hufflepuff lập nên."
Tấm thẻ phù thủy nổi tiếng của bà, được Rowling viết, miêu tả bà là người đã "mang mọi người từ những bước đường khác nhau của cuộc sống cùng nhau xây dựng nên Hogwarts", và được "yêu vì phong cách quyến rũ của mình". Tấm thẻ bài phù thủy đó và bức tranh trên trang web của Rowling đều cho thấy bà là một phụ nữ tóc đỏ đẫy đà. Bà từng một thời là người bạn thân với Rowena Ravenclaw; tuy nhiên Chiếc nón phân loại lại nói rằng tình bạn của họ đã tan vỡ. Một di vật của Hufflepuff, chiếc cúp nhỏ bằng vàng, đã được truyền lại cho hậu duệ xa của bà, Hepzibah Smith. "Cô Hepzibah" nói rằng chiếc cúp từng được cho là có nhiều quyền năng phép thuật, mà có nhiều phép thuật cô đã không kiểm chứng. Chiếc cúp sau đó rơi vào tay của Chúa tể Voldemort và, theo lời thầy Albus Dumbledore, Voldemort đã biến nó thành một Trường sinh linh giá. Tên Helga, theo gốc Scandinavia, có nghĩa là "linh thiêng". Hufflepuff là nhà do bà sáng lập mang biểu tượng là một con lửng đen trên nền vàng.

### Rowena Ravenclaw

Rowena Ravenclaw là một phù thủy được nhắc đến bởi trí thông minh và sáng tạo. Chiếc nón phân loại đã giới thiệu cô là "Ravenclaw ngay thẳng, đến từ một thung lũng..." – cho thấy bà đến từ Scotland hoặc Ireland. Bà từng là người bạn tốt của Helga Hufflepuff. Chiếc nón phân loại nói trong Harry Potter and the Order of the Phoenix (Harry Potter và hội Phượng hoàng) rằng dù vậy, tình bạn của họ cũng đã đổ vỡ.
Bà có một con gái tên là Helena Ravenclaw. Ravenclaw để lại những bản đồ về các tầng luôn thay đổi và các cầu thang di chuyển trong lâu đài Hogwarts. Ravenclaw được Chiếc nón phân loại miêu tả là đã lựa chọn học sinh dựa trên trí thông minh. Nhà Ravenclaw vì thế thường tự hào học sinh mình là những người có trí óc sắc sảo, sự thông thái, tính sáng tạo và sự nhanh nhạy. Ravenclaw và nhà do bà sáng lập mang biểu tượng là một con đại bàng màu đồng trên nền xanh dương. Trong các phim, con đại bàng màu đồng này chuyển thành một con quạ màu bạc. Trong cuộc bàn luận giữa giáo sư Albus Dumbledore và Harry Potter, giáo sư đã dự đoán rằng Voldemort có thể đã khôi phục những di vật của Ravenclaw, và dùng chúng để tạo nên một Trường sinh linh giá. Ở phần bảy, vật đó là chiếc vương miện trí tuệ của bà. Tên Rowena là một tên cũ trong tiếng Đức đã được Latin hóa. Vài yếu tố của tên mang nghĩa "danh tiếng" và "niềm vui", hoặc "người bạn". Trong vài văn tự cổ, Rowena là con gái của Hengest.

### Salazar Slytherin

Salazar Slytherin được Chiếc nón phân loại miêu tả là "Slytherin thèm khát quyền lực", và đến từ một "miền đầm lầy". Các đầm lầy ở miền Đông nước Anh ví dụ như những vùng xung quanh Norfolk, Lincolnshire, Cambridgeshire..., dù thực chất không biết rõ Slytherin đến từ một vùng cụ thể nào. Slytherin là một Xà khẩu - phù thủy với khả năng hiếm thấy là có thể nói chuyện với rắn (bằng Xà ngữ). Nhà do ông sáng lập trong Hogwarts, nhà Slytherin, mang biểu tượng là một con rắn bạc trên nền xanh lục. Giống như Rowena Ravenclaw và Godric Gryffindor, Slytherin đã chọn lựa cẩn thận học sinh vào nhà mình. Theo lời thầy Albus Dumbledore, những phẩm chất được Slytherin đánh giá cao từ "các học sinh được chọn" của ông bao gồm tài xoay xở, ý chí và sự bất chấp luật lệ, trong đó có khả năng dùng Xà ngữ. Ông cũng chọn lựa học sinh mình dựa trên sự gian xảo, tham vọng và dòng máu thuần chủng. Tên của ông dựa trên nhân vật lịch sử Antonio Salazar - kẻ độc tài người Bồ Đào Nha ở thế kỷ XX. "Slytherin" có nghĩa là "trườn", đó cũng là cách loài rắn di chuyển.
Slytherin đạt danh hiệu "Phù thủy của tháng" vào tháng 6 năm 2007 trên trang web của J. K. Rowling, và được ghi nhận như sau: "Là một trong bốn nhà sáng lập lừng danh của trường Hogwarts dành cho phù thủy và pháp sư, Salazar Slytherin là một trong những Xà khẩu được ghi nhận đầu tiên, một người có khả năng thự hiện Thần chú Chiết tâm bí thuật đầy tài ba và là người đứng đầu uy thế, có tiếng xấu trong những dòng họ máu thuần chủng". Độc giả được kể về Slytherin lần đầu tiên từ Giáo sư Cuthbert Binns, dạy bộ môn Lịch sử phép thuật, trong tập Harry Potter and the Chamber of Secrets (Harry Potter và phòng chứa bí mật). Ông đưa ra lời nhận định về một tư liệu lịch sử đáng tin cậy về sự sáng lập nên ngôi trường và về sự xung đột giữa Slytherin và ba người còn lại: tòa lâu đài được xây dựng rất xa khỏi người Muggle vì vào thời điểm đó, người thường sợ ma thuật, và đã hành hạ nhiều phù thủy, pháp sư. Rồi ông tiếp tục kể rằng Slytherin đã mong ước việc tuyển chọn học sinh vào Hogwarts phải chọn lọc hơn nữa (không chỉ vào nhà ông mà thôi; như Chiếc nón phân loại đã nói trong Harry Potter và chiếc cốc lửa và Harry Potter và hội Phượng hoàng, Slytherin sử dụng nhân tố dòng máu thuần chủng để tuyển học sinh từ lứa đầu của trường) – ông đã muốn việc học phép thuật chỉ giới hạn dành cho tất cả gia đình phù thủy, ông tin rằng học sinh gốc Muggle là không đáng tin cậy, và ông không thích dạy những học sinh đó. Theo một truyền thuyết xa xưa, Slytherin phải chịu trách nhiệm về việc xây dựng bên trong ngôi trường một Phòng chứa Bí mật, nơi ở của con Tử Xà. Con Tử Xà này, theo như truyền thuyết, được biết là có thể dễ dàng bị thuần phục bởi những hậu duệ Xà khẩu của Slytherin, và do đó, đã được thả ở đó để thanh lọc những học sinh Muggle khỏi ngôi trường. Sự việc này xảy ra một thời gian ngắn trước cuộc mâu thuẫn giữa bốn nhà sáng lập và bốn nhà nổ ra và làm Slytherin ra đi (theo lời Chiếc nón phân loại trong Harry Potter và hội Phượng hoàng). Hậu duệ được biết đến gần nhất của Slytherin là Tom Marvolo Riddle, kẻ đã khám phá Phòng chứa Bí mật và giải phóng con Tử Xà, dẫn đến cái chết của một học sinh. Khám phá của Harry về Phòng chứa đã chứng minh rộng rãi về sự tồn tại của Phòng chứa, và trên mọi mối nghi ngờ rằng đó là công trình của Slytherin. Dù vậy, động cơ của ông chỉ được biết đến qua truyền thuyết.
Salazar Slytherin sở hữu một chiếc mề đay được trang trí bởi chữ cái "S" đính ngọc, mà đã trở thành đồ vật gia truyền trong dòng họ hậu duệ của ông, gia đình phù thủy thuần chủng Gaunt. Mặt dây chuyền được nữ phù thủy Merope Gaunt bán cho Tiệm Burke, rồi được Hepzibah Smith mua về và bị Voldemort trộm đi. Voldemort đã biến mặt dây chuyền thành một Trường sinh linh giá và giấu nó trên một hòn đảo, trong một chiếc chậu chứa chất độc để bảo vệ. Nhưng sau đó chiếc mề đay đã bị lấy trộm bởi nhân vật bí ẩn R.A.B. Slytherin là nhà sáng lập duy nhất được miêu tả chi tiết về ngoại hình. Tượng của ông trong Phòng chứa bí mật là một người đàn ông "trông cổ và giống khỉ, với râu quai hàm thưa dài đến tận gấu áo choàng". Trong Harry Potter và hoàng tử lai, Marvolo Gaunt cũng miêu tả tương tự về hình dạng giống khỉ đó. Tên Salazar bắt nguồn từ nhà độc tài người Bồ Đào Nha António de Oliveira Salazar.